# Operatie Tidal Wave

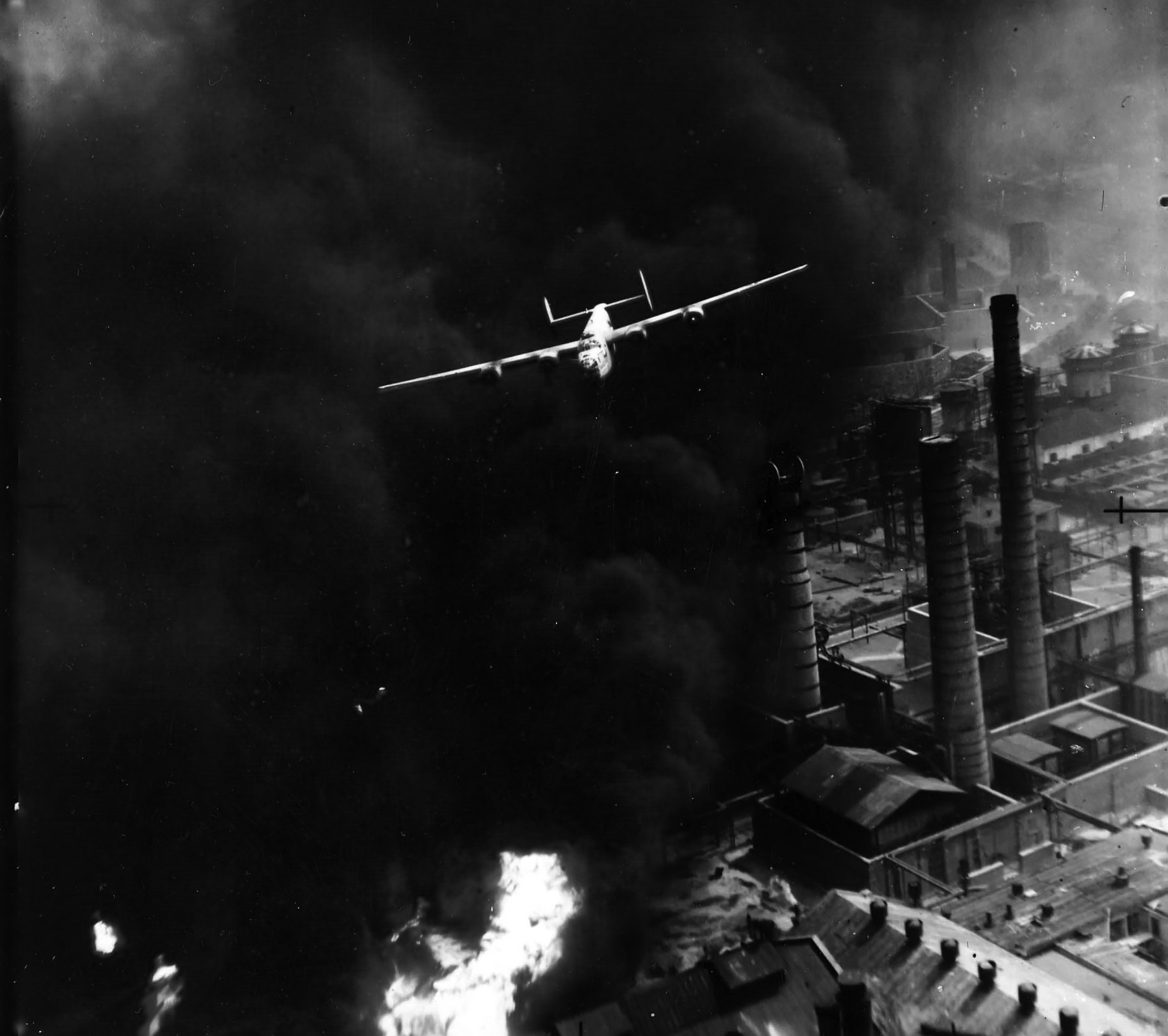
Een B-24 Liberator boven Ploiești

Operatie Tidal Wave was de codenaam voor een Amerikaans bombardement op de olievelden van Ploiești, Roemenië tijdens de Tweede Wereldoorlog.

## Voorgeschiedenis
De Amerikanen trachtten in eerste instantie Duitsland op de knieën te krijgen door aanvallen op belangrijke industrieën, zoals elektriciteitscentrales en vliegtuigfabrieken. Deze aanvallen hadden echter niet het gewenste resultaat. Hierna verlegden zij hun aandacht naar de olieraffinaderijen van de asmogendheden. De belangrijkste raffinaderijen bevonden zich in het Roemeense Ploiești. In april 1943 gaf generaal Henry Arnold, stafchef van de Amerikaanse legerluchtmacht, opdracht aan het USAAF-hoofdkwartier om een aanval voor te bereiden op de olievelden van Ploiești. Er werd vervolgens een aanvalsplan opgesteld door kolonel Jacob Smart, dat er uit bestond dat met een groep van 180 zware bommenwerpers een aanval zou worden uitgevoerd vanaf geringe hoogte (50 tot 150 m).

## Locatie
Ploiești was een van de best beschermde gebieden van Europa, omdat Duitsland 60 procent van de ruwe olie uit deze olievelden haalde. Op een relatief klein gebied stonden veertig olieraffinaderijen, die tezamen ongeveer 400.000 ton geraffineerde aardolie produceerden. In 1941 en 1942 was het gebied, zonder veel succes, al meerdere keren aangevallen door de luchtmachten van de V.S. en van de Sovjet-Unie.

## Aanval
De aanvalsmacht bestond uit 178 toestellen afkomstig van vijf bombardment groups, drie van de Eighth en twee van de Ninth Air Force. De aanval stond onder leiding van Uzal Girard Ent. Vanaf 20 juli 1943 begonnen de mannen met de training voor de missie. Speciaal voor dit doel was een oefendoelwit gebouwd in de woestijn bij Benghazi. In de vroege ochtend van 1 augustus stegen de toestellen op van hun basis in Libië. Bij het opstijgen ging direct een B-24 Liberator verloren. Vanwege de dichte bewolking op de vliegroute van de Task Force ging de eenheid binnen de formatie verloren. Doordat de Duitsers op de hoogte waren van de door de Amerikanen gebruikte codes en door de inzet van radar, was de luchtaanval geen verrassing. Twee van de bomb groups maakten bovendien een navigatiefout, waardoor zij afweken van de geplande route, wat voor veel verwarring zorgde. Twee verkenningsvliegtuigen werden door hevig afweervuur al voordat ze het doel konden bereiken neergeschoten.

## Verliezen
De grond- en luchttegenstand van de Duitsers was hevig. Tientallen toestellen werden geraakt en stortten neer. Door de afgeworpen bommen ontstonden er vele branden, die resulteerden in een zware rookontwikkeling. Dit bemoeilijkte de coördinatie binnen de bomb groups die later aanvielen. De 98th Bomb group verloor maar liefst 21 toestellen. Nadat de bommenwerpers waren begonnen met hun terugreis werden zij aangevallen door jagers van de Duitse, Roemeense en later Bulgaarse luchtmachten. Van de 177 opgestegen toestellen gingen er 54 verloren. Een aantal zwaar beschadigde B-24 Liberators moest een noodlanding maken in Turkije of op de RAF-basis in Nicosia. Slechts 88 vliegtuigen keerden terug naar hun basis in Libië.

## Resultaat
In totaal werden 418 van de 1725 deelnemende bemanningsleden gedood, gewond of krijgsgevangen genomen, 78 werden geïnterneerd in het neutrale Turkije. Vijf Amerikanen werden voor hun acties tijdens operatie Tidal Wave onderscheiden met een Medal of Honor: John Kane, Leon Johnson, Addison Baker, John Jerstad en Lloyd Hughes (de laatste drie postuum). Dit is het hoogste aantal Medal of Honors dat ooit voor een enkele bombardementsvlucht werd toegekend. Ondanks de hevige verliezen werd de aanval in eerste instantie als een succes beschouwd. Ongeveer 42 procent van de olieproductie was vernietigd. Enkele weken na de aanval zaten de raffinaderijen echter weer op het normale niveau. Op 5 april 1944 werden de olievelden opnieuw onder vuur genomen en op 30 augustus datzelfde jaar werd Ploiești veroverd door het Rode Leger.

## Fotogalerij

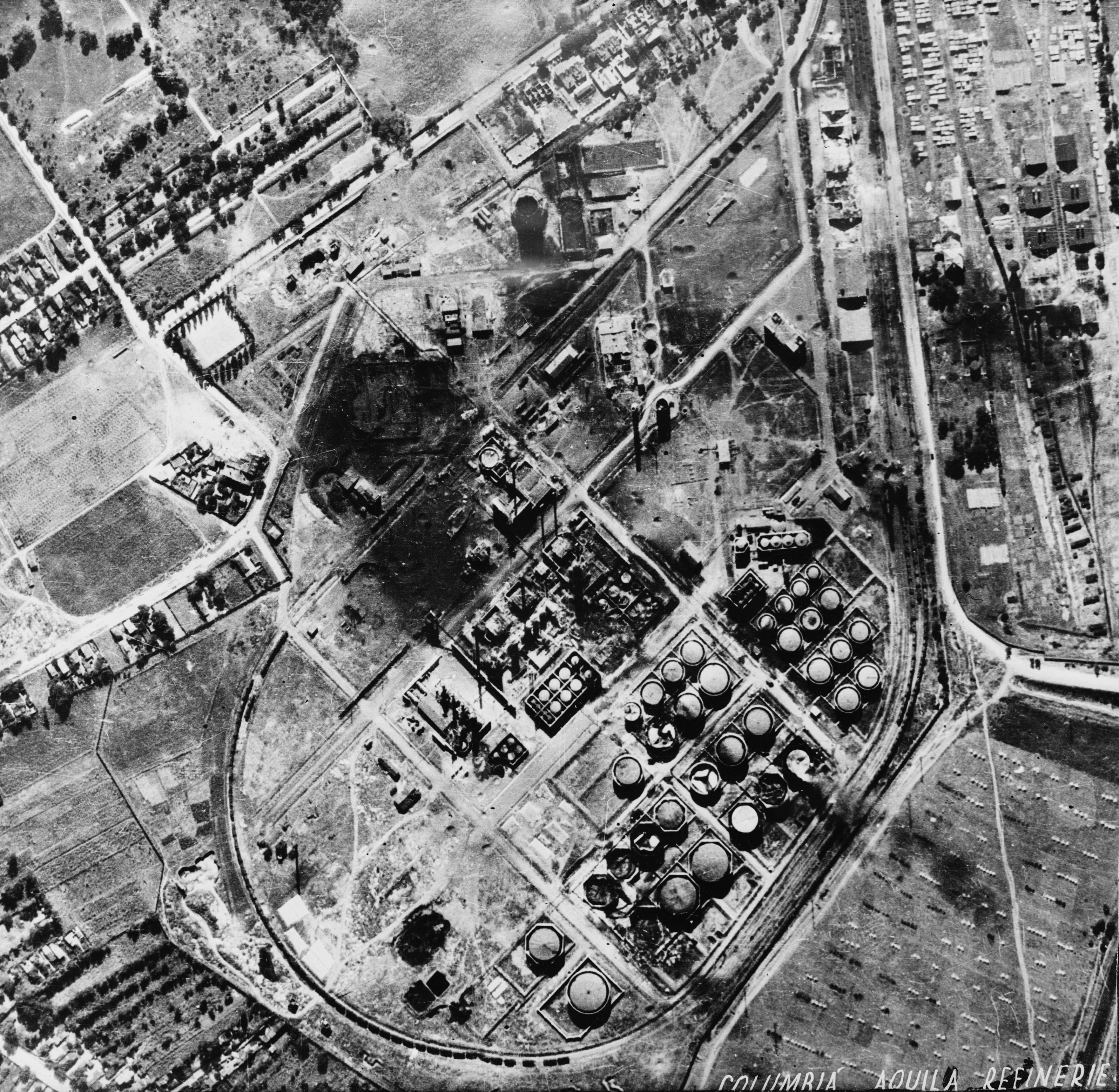
De raffinaderij na het bombardement, met bomkraters maar grotendeels intact
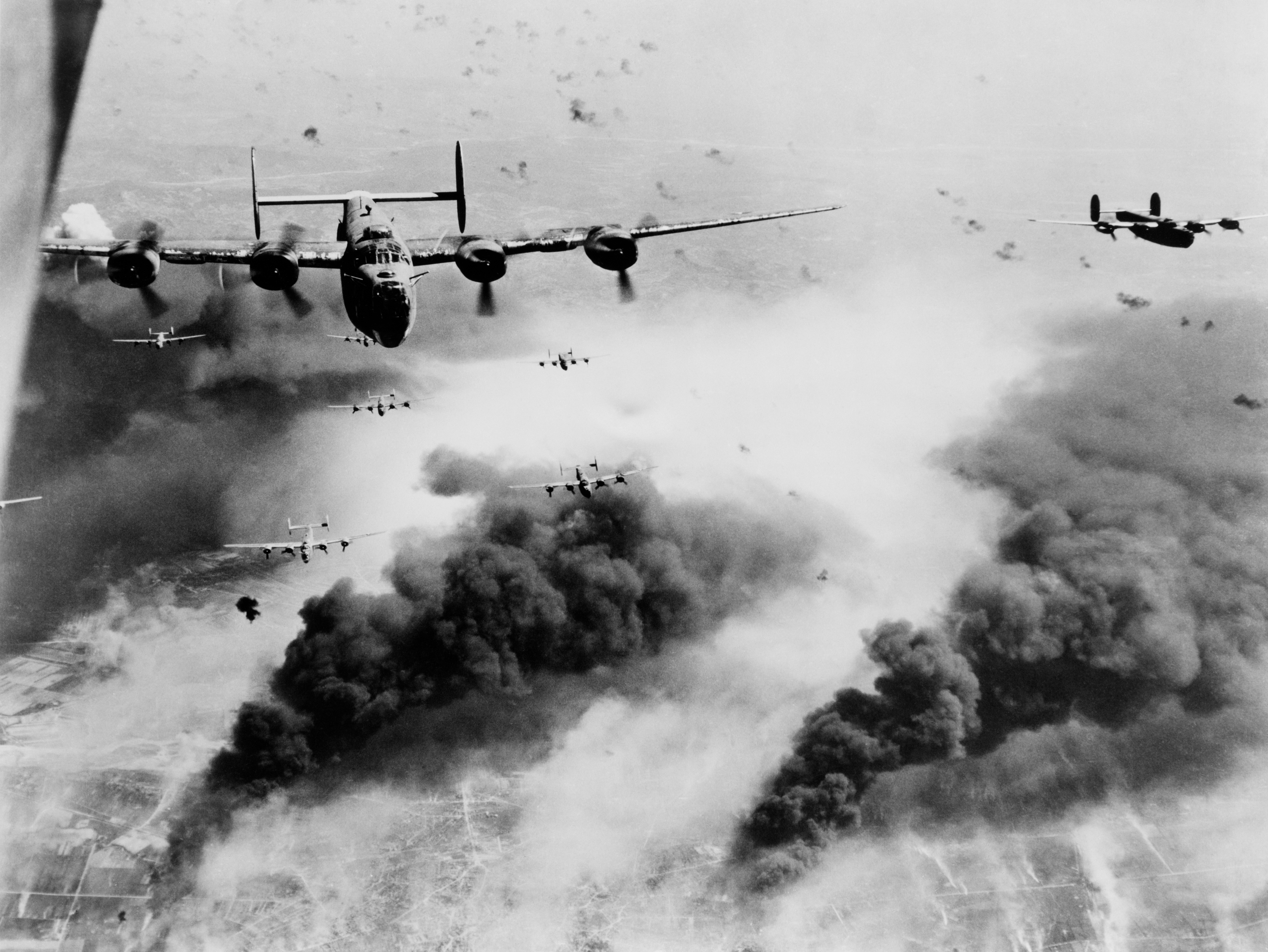
B-24s over Ploiești tussen rook en luchtafweergeschut